# Ахтырка (усадьба)
«Ахты́рка» — усадебно-парковый комплекс, стоявший на берегу реки Воря в одноимённой деревне Сергиево-Посадского района Московской области. Классический памятник московского ампира, единственный по чистоте стиля во всём Подмосковье. С 1734 по 1879 гг. принадлежал князьям Трубецким. Основная часть построек, включая деревянный господский дом, уничтожена в советское время.

## Усадьба при Трубецких
Село «Денисово, Дуткино тож» близ Хотькова, в XVII веке владение рода Паниных, стало собственностью Трубецких в середине XVIII века, когда князь Иван Юрьевич приобрёл его у Василия Татищева. В 1772 г. в селе была выстроена деревянная церковь в честь Ахтырской иконы Божией Матери и оно стало называться по храму — Ахтыркой.

В первой четверти XIX века по заказу князя И. Н. Трубецкого был выстроен новый усадебный комплекс в стиле московского ампира: дворец, флигели, новый каменный храм в честь Ахтырской иконы Божией Матери, который был освящен 20 сентября 1825 года митрополитом Филаретом. В те же годы были выстроены плотина и пристань на реке Воря, разбит парк с эоловой арфой в беседке «Эрмитаж»; возведены многочисленные служебные здания. Соседний лес получил наименование верхнего (пейзажного) парка. 
Ахтырский храм спроектировал А. С. Кутепов, один из учеников Жилярди. Ему же приписываются и остальные усадебные строения:

Кутепов превосходно воспроизвел здесь тот тип усадебного зодчества, который был найден и осуществлен отцом и главой московского классицизма М. Ф. Казаковым в безвременно погибших Кузьминках. Не слишком выдающийся мастер, Кутепов в доме Ахтырки создал тот meisterwerk, который всё же хоть раз в жизни выпадает на долю и малого мастера.
Долгое время храм в Ахтырке был ближайшим храмом для близлежащих поместий. Семья С.Т. Аксакова навещала усадьбу своих соседей Трубецких и церковь по православным праздникам, в первую очередь на престольном празднике (2 июля), после чего присоединялись к праздничной обедне. При этом отношение к старшему поколению Трубецких в семье Аксаковых не было абсолютно положительным. Как отмечают авторы комментариев к стихотворению К. С. Аксакова: 

Аксаковы недолюбливали Петра Ивановича за фанфаронство.
Наиболее полное представление о виде усадебного комплекса даёт литография середины XIX века, впрочем, не вполне точно отражающая действительность. «Верно, нравилась усадьба её владельцу и устроителю, раз решил он увековечить её <…> изобразив и то, чего не было в действительности, то, что ещё только рисовалось мысленно владельцу как будущее украшение любимой подмосковной» (А. Греч). Изображённая на литографии пристань с обелисками в египетском стиле в реальности не была построена.
В 1852 году родительское имение унаследовал генерал Пётр Иванович Трубецкой, здесь родились его сын Николай Петрович и внуки — Сергей и Евгений, впоследствии религиозные философы, описавшие быт Ахтырки в своих мемуарах. Генерал Трубецкой запомнился жителям Ахтырки своим крутым нравом. Он требовал, чтобы при въезде барина над куполом усадьбы тотчас же взвивался флаг, а в память о матушке установил на территории усадьбы колонну.
Следующий владелец, Николай Петрович, был человеком гораздо более мягким. При нём Ахтырка превратилась в место встреч московской дворянской интеллигенции, "Русским музыкальным Парнасом".  Поскольку Н. П. Трубецкой стоял у истоков Московской консерватории, к нему в гости часто наведывался его друг и коллега Н. Г. Рубинштейн. Часто бывали там и другие профессора консерватории — виолончелисты Бернхард Коссман и Вильгельм Фитценхаген, скрипачи Фердинанд Лауб и Иван Гржимали; в 1867 г. имение посетил П. И. Чайковский. В своих воспоминаниях сын последнего владельца усадьбы из рода Трубецких - Евгений Николаевич, указывает, что Рубинштейн, Фитценхаген и Гржимали «играли в Ахтырке тpиo». 
Финансовые трудности привели к тому, что при Н.П. Трубецком в наëм дачникам сдают флигель усадьбы. В 1878 году флигель снимала семья Адриана Прахова:

 комнаты [были] оклеены дешевыми обоями, потолок бумагой. <…> плохо приделанные ставни скрипели и хлопали.
В какой-то момент, перед самым отъездом, вся внутренняя отделка рухнула на жильцов.
Чтобы поддержать проигравшегося в карты брата Ивана, Николай Петрович был вынужден продать Ахтырку перекупщику Тихомирову. Как вспоминал М.М. Осоргин:

продажа Ахтырки была <...> крупной жертвой, но они [Трубецкие] <...> исполняли предпринятое без колебаний и нытья.

## Усадьба при Матвеевых
В 1882 году усадьбу купила Е. Д. Селезнëва, жена московского мирового судьи И. М. Матвеева. Ахтырку, после того как она была продана Трубецкими, казалось, ждёт культурное запустение. Однако, расположенное недалеко от Абрамцево село и усадьба начали привлекать художников их Абрамцевского кружка, которые, с одной стороны, хотели быть ближе к усадьбе Мамонтовых, а с другой — иметь некоторую свободу. Сами Мамонтовы были в прекрасных отношениях с хозяевами Ахтырки, часто навещая их (особенно по церковным праздникам).  
Новый владелец И. М. Матвеев, женатый на представительнице московского дворянского рода Селезнëвых, был известен как коллекционер живописи:    

 Примечательная ситуация случилась с картиной Крачковского „Сумерки“, купленную Александром III, но которую Матвеев заранее „распорядился оставить за собой“. Дабы успокоить Матвеева, с которым последний знаком не первый день(на это указывает не только сам факт письма, но и внутренний тон: Крачковский использует недопустимый в деловой переписке оборот „говоря между нами“) и на последующие покупки которого он рассчитывает, Крачковский не только пускается в объяснение, как могло произойти „названное совпадение случайностей“ и оправдание своих действий статусом (а если точнее — нежеланием этот статус поколебать) „пенсионера его Величества“, но и старается„умаслить“ клиента, предлагая „повторить «Сумерки» или совершенно такую же — или сократить“.
И. М. Матвеев был дружен и с художниками Абрамцевского кружка. В. М. Васнецов и А. М. Васнецов были частыми гостями усадебного парка и снимали дачу на территории села. 

Там же снимал дачу младший товарищ Васнецовых по Абрамцевскому кружку  М. В. Нестеров. 
Другой частый гость соседней усадьбы Абрамцево Ф. И. Шаляпин по слухам, ходившим в селе ещё в советское время, не только пел в Ахтырском храмовом хоре, но и венчался там.
Гостем усадьбы был В. Д. Поленов, у которого И. М. Матвеев покупал картины. С колокольни усадебной церкви скорее всего была написана картина Поленова "Река Воря".
Последним хозяином усадьбы был сын Ивана Михайловича Матвеева - Сергей, учёный-цветовод, при котором в оранжереях Ахтырки круглый год пестрели цветы. Стиль ампир создавал неповторимый образ старины, который привлекал в Ахтырку режиссёров из киностудии Ханжонкова, снимавших здесь фильмы с участием Веры Холодной («Лунная красавица», «Дети века»).
После революции усадьба была национализирована, владельцев переселили во флигель. В главном доме разместился санаторий. В 1921 году дворец сгорел (выдвигались и другие даты пожара - 1922, 1924), подсобные сооружения постепенно разрушились. Сохранился отчëт о пожаре:

 3-го мая в 22 час. 30 мин. в имении бывш. Матвеева, при селе Ахтырки, Хотьковской волости, I района, отремонтированном ныне для Санатории, произошёл пожар, во время которого сгорел большой парадный дом, стоявший уже более ста лет и представлявший из себя историческую ценность как по внешнему виду, так и по внутреннему устройству. По полученным сведениям от гражд. села Ахтырки Александра Малышева, а также по объяснению бывш. владельца имения Матвеева, пожар первоначально возник внутри дома с левой стороны. Ввиду того, что ключи от дома находились у Матвеева, был допрошен он, почему именно пожар возник внутри, на что он ответил, что ранее бывали случаи, когда местная деревенская молодёжь в праздничные дни, иногда разбив окно, забиралась в этот дом и производила там игру в карты. Из сообщения же сторожа имения усматривается, что он перед пожаром удалил некоторых лиц из крестьянской молодёжи, собравшихся на балконе у правого крыла дома, после чего они отправились вниз к реке, т. е. к левому крылу дома, с которого и начался пожар. Далее в этой отрасли добыть каких-либо сведений не удалось, но всё-таки по предъявленным фактам можно смело утверждать, что причиною пожара был поджог.
Матвеевых выселили в 1927 г. Храм сохранился, он был закрыт с 1937 года, а в 1941 г. разграблен; некоторое время он использовался под овощехранилище, а в 70-х годах XX века был востребован художниками из Абрамцева: скульптор С. Д. Тавасиев создавал в нём конную скульптуру Салавата Юлаева.
В 1980 г. Абрамцевский музей-заповедник добился решения о реставрации храма (проект архитектора-реставратора Н. В. Шемшуриной). В 1991 церковь была передана общине верующих, возобновились службы. Храм отнесен к памятникам архитектуры федерального значения. Существовал и проект восстановления усадьбы, однако от него пришлось отказаться, так как её место занято несколькими строениями.

## Дом-вилла Трубецких
Двухэтажный усадебный дом с шестиколонным портиком ионического ордера, крытый большим куполом, был удачно поставлен на холме, откуда по склону можно было спуститься к деревянной пристани на запруженной реке. Противоположная сторона дома была обработана полукруглой колоннадой с балконом и террасой. Оба одноэтажных флигеля, соединённые с главным домом низкими галереями, в миниатюре повторяли мажорные ампирные мотивы главного дома:
Лепной фриз узкой полосой обрамлял карниз портика и полуротонды; лепной герб Трубецких, увитый лентами, заполнял поле фронтона; лепные венки украшали стены над окнами первого этажа, а барельефные медальоны с гирляндами и факелами, помещенные на стене за торжественной колоннадой, завершали убранство центральной части этого дома.
Краевед Д. С. Ганешин, посетивший Ахтырку в 1921 году, описывает «главные въездные ворота в виде двух рустованных кирпичных столбов, увенчанных каменными шарами» и «длинную прямую аллею, обсаженную вековыми липами». По его словам, «вид через пруд с правого берега реки на величественный усадебный дом-дворец с замечательной жилярдиевской верандой-полуротондой, на садовые портики флигелей, на изящную пристань и прекрасно разделанный парк был запоминающе красив».
Вместе с тем Евгений Трубецкой отмечал, что дом его предков был плохо приспособлен для повседневной жизни, а для многочисленного семейства его отца и попросту тесен, ибо «жилых комнат было мало и были они частью проходные, низенькие и весьма неудобные».